# استبینگ
استبینگ (به انگلیسی: Stebbing) یک روستا و محله مدنی در بریتانیا است که در آتلزفورد واقع شده‌است. استبینگ ۱٬۳۰۰ نفر جمعیت دارد.